# Слободан Стевић
Слободан Стевић (Београд, 1946-2020) био је лингвиста, италијаниста, ванредни професор Универзитета у Београду.

## Живот и рад
Италијански језик и књижевност дипломирао је 1970. на Филолошком факултетету у Београду. На последипломске студије уписује се 1973, те магистрира фебруара 1977. с радом Консонанти у италијанском и српскохрватском језику. Те године постаје асистент-приправник, а напредује у звање асистента 1978. Новембра 1983. стиче докторат је одбранивши тезу Социокултурна обележја уџбеника италијанског језика у различитим друштвеним срединама. Доцент постаје априла 1985, а ванредни професор 1998.
Више пута студијски боравио у Италији. Од марта 1980. до октобра 1983. радио као лектор за српскохрватски језик на Универзитету у Падови. Захваљујући Фулбрајтовој стипендији, академску 1990/1991. провео је на Универзитету Корнел у САД, такође као лектор за српскохрватски. Тај боравак омогућио му је да прошири своја знања из опште лингвистике и глотодидактике у контакту с бројним предавачима из САД и Европе. Присуствовао је и изузетно значајном конгресу "Text and Context", посвећеном интердисциплинарном изучавању језика.
Радио је и као предавач нашег језика страним студентима на Филолошком факултету. Италијански језик предавао је као гостујући професор на Универзитету у Сарајеву (1987-1989). На Филозофском факултету у Никшићу предавао је у два циклуса Морфосинтаксу италијанског језика, а исти предмет и на Филолошком факултету у Скопљу. На Универзитету у Барију радио је од 2000. до 2002. као лектор за српски језик.
Универзитетску каријеру почео је бавећи се фонологијом и констрастивном анализом српскохрватског и италијанског језика. Доцније је свој научни и наставни рад усмерио на методику наставе страних језика и социолингвистику. После повратка из САД готово сасвим се посветио анализи конверзације и дискурса.
На Катедри за италијанистику предавао је Морфосинтаксу, Методику наставе, Италијански дискурс, Анализу дискурса италијанског језика и Италијански разговорни језик.